# في إتش 1
في إتش 1 (بالإنجليزية: VH1؛ في الأصل اختصارًا من فيديو هيتس ون (Video Hits One)) هي قناة كبلية أمريكية مقرها في مدينة نيويورك وتملكها فاياكوم سي بي إس. تم إنشاؤها بواسطة وارنر-أميكس ساتلايت إنترتينمنت، في ذلك الوقت قسم من اتصالات وارنر والمالك الأصلي لإم تي في، وتم إطلاقها في 1 يناير 1985.
تم تصميم القناة في الأصل للبناء على نجاح قناة إم تي في الشقيقة من خلال تشغيل مقاطع فيديو موسيقية تستهدف فئة ديموغرافية أقدم قليلاً من إم تي في من خلال التركيز على الجانب الأخف والأكثر لطافة من الموسيقى الشعبية. كشقيقتها إم تي في، انجرفت في إتش 1 في النهاية بعيدًا عن مقاطع الفيديو الموسيقية إلى البرامج التلفزيونية الواقعية، وإن كان ذلك مع التركيز على الشخصيات الموسيقية والمشاهير، والعروض التي تستهدف الجماهير الأمريكية من أصل أفريقي. تشتهر في إتش 1 بامتيازاتها مثل بيهايند ذا ميوزك، سلسلة آي لوف…، ذا سيلبريالتي بلوك، ولوف آند هيب هوب.
اعتبارًا من يناير 2016، تلقت ما يقرب من 90.2 مليون أسرة أمريكية في إتش 1.

## شعارات القناة
|  |  |

## وصلات خارجية
- VH1 الموقع الرسمي
  - VH1 Classic
  - موقع في أش وان البرازيلية
  - في أش وان للتسجيلات
  - موقع في أش وان الأمريكية اللاتينية
  - موقع في أش وان الهندية